# Alexander Bartosiewicz
Alexander Bartosiewicz [bartoševič] (31. prosince 1914 – 1. listopadu 1997) byl slovenský fotbalový trenér a činovník (funkcionář), který byl spjat se Žilinou.

## Trenérská kariéra
Žilinu vedl od 1. ledna 1951 do 23. května 1957 a stal se tak nejdéle působícím trenérem v historii klubu. V Žilině působil dlouhá léta i jako funkcionář.
- 1951 (1. liga) – Slovena Žilina
- 1952 (1. liga) – Slovena Žilina
- 1953 (2. liga) – Iskra Žilina
- 1954 (1. liga) – Iskra Žilina
- 1955 (1. liga) – Iskra Žilina
- 1956 (1. liga) – Dynamo Žilina
- 1957/58 (2. liga) – Dynamo Žilina
- 1962/63 (2. liga) – Dynamo Žilina